# 懷俄明 (紐約州)
懷俄明（英語：Wyoming）是位於美國紐約州懷俄明縣的村。

## 人口
根據2020年美國人口普查的數據，懷俄明的面積為1.80平方千米，皆為陸地。當地共有人口377人，而人口密度為每平方千米209人。